# Zeynelli
Zeynelli (kurdisch: Zenan) ist ein kurdisches Dorf im Landkreis Yayladere der türkischen Provinz Bingöl. Zeynelli liegt in Ostanatolien. Die Ortschaft befindet sich auf 1390 m über dem Meeresspiegel und liegt oberhalb der Özlüce-Talsperre. Die Entfernung zur Kreisstadt Yayladere beträgt ca. 22 km. Zeynelli verfügt über eine Moschee.
In den 1980er und 1990er Jahren war Zeynelli von einem starken Bevölkerungsschwund betroffen. Die Bevölkerung sank von 585 im Jahre 1981 über 436 im Jahre 1985 auf  226 im Jahre 1990 und 124 im Jahre 2000. Zeynelli zählte dann im Jahre 2010 fast unverändert 71 Einwohner.